# Batalla de Itagüí
La Batalla de Itagüí fue un enfrentamiento militar librado en 1841 durante la guerra de los Supremos entre las fuerzas del gobierno de la República de la Nueva Granada, mandadas por el coronel Eusebio Borrero, y rebeldes, dirigidas por el Supremo Salvador Córdova, con victoria de estas últimas.

## Antecedentes

### Rebelión en Medellín
El coronel Salvador Córdova se alzó en armas en Medellín contra el gobierno del doctor Francisco Antonio Obregón, proclamándose Supremo el 8 de octubre de 1840 y organizando un gobierno a cargo de su cuñado, Manuel Antonio Jaramillo. Acompañado solo de un joven llamado Pablo Vegal entró en el cuartel del Llano, donde la guarnición se le unió, y durante esa tarde 400 hombres de Rionegro llegaron para ponerse a su disposición. El coronel Juan María Gómez, quien estaba en la comandancia, intentó recuperar el cuartel con algunos guardias cívicos pero fue rechazado a balazos por Vegal y forzado a huir a la plaza de armas, luego de la ciudad. Quedaron en poder del vencedor 18 prisioneros y 25 fusiles. Las ciudades de Antioquia y Marinilla quisieron oponerse al movimiento, pero el coronel consiguió su apoyo mediante intimidación y negociación, haciéndose con toda la provincia. Lo que había empezado en Pasto como un movimiento religioso se convertía en la rebelión de las provincias contra los abusos del gobierno central.
Córdova no perdió el tiempo y empezó a concentrar un poderoso ejército de 5.000 efectivos para marchar sobre el Valle de Cauca, aunque otras fuentes lo reducen a una columna de 600 reclutas. El 17 de enero de 1841 se encontró con el ejército de los coroneles Gómez y Eusebio Borrero, proveniente del Cauca. Las fuerzas del gobierno se impusieron en Riosucio porque estaban bien atrincheradas, y aunque su lugarteniente, el comandante Miguel Hoyos, consiguió con su impetuosa carga llegar al pueblo, su muerte permitió rechazar a los rebeldes. Se enfrentaron 300 rebeldes con 150 gubernamentales.
Córdova empezó a retroceder a Medellín con 300 sobrevivientes desde Abejorral y Borrero salió en su persecución el día 23 por el camino de Caramanta con 350 a 400 soldados, pero cuando el Supremo recibió considerables refuerzos marcharon a Itagüí, donde acampó Borrero el 31 de enero. En Medellín los rebeldes se habían reorganizado y sumado a sus fuerzas 150 soldados que aportaban los coroneles y Supremos José María Vezga Santofimio de Mariquita y Tadeo Galindo de Ambalema.

### Otros frentes
Anteriormente, el coronel Vezga había sido vencido por el general Joaquín París Ricaurte en Honda el 9 de enero. París rodeó con 1.200 soldados la ciudad, donde estaba atrincherado Vezga, quien se rindió tras tres días a cambio de poder retirarse a Antioquia con los 180 hombres que le quedaban. París, al mando de una división, había marchado desde Puente San Gil hasta Mariquita, logrando pacificar la provincia y ocupar su capital, donde fue nombrado jefe militar provincial, luego general del departamento de Cundinamarca y finalmente jefe de la 2ª división.
Por último, en el Cauca, el general rebelde José María Obando, refugiado en Patía desde su derrota en Huilquipamba, se sublevó en Timbío a finales de enero con ayuda de Juan Gregorio Sarria y un mes después comenzaba una ofensiva hacia Popayán.

## Batalla
La 3ª división del ejército colombiano, a las órdenes de Borrero, incluía a personajes célebres como Braulio Henao Duque, José Ignacio Bernal y Joaquín Restrepo, había sumado muchos voluntarios y estaba atrincherada en la casa de El Tablazo, ubicada en una meseta a 500 metros de la plaza de armas del pueblo. El coronel hizo perforar las paredes de las casas, construir fosos y vallas para mejorar su defensa. El 1 de febrero llegaron las tropas rebeldes y se ubicaron al otro lado de una cañada cercana en formación abierta (guerrilla). A las 14:00 horas Córdova mandó a 300 hombres asaltar las posiciones enemigas pero fracasaron y se retiraron perseguidos por la caballería del gobierno, que intentó envolverlos por el flanco izquierdo, sin embargo, los jinetes fueron forzados a huir hasta el pueblo, seguidos de cerca por los rebeldes, dándose un combate urbano hasta las 17:00 horas. En esos momentos, Vezga se preparaba para intervenir con las reservas rebeldes pero una fuerte lluvia puso fin al tiroteo.
Al amanecer siguiente en ambos campamentos se izaron banderas blancas y el padre José María Botero solicitó permiso a Córdova para mediar un armisticio, que fue negociado por Vezga y Gómez. Se acordó proclamar una Convención Constituyente mientras a Borrero a retirarse a Cauca sin ser hostigado con los 400 soldados que le quedaban. Los prisioneros rebeldes hechos en Riosucio fueron liberados, también se entregaron 100 fusiles y 130 desertores gubernamentales.

## Consecuencias
Sabedor de la venida de Borrero, Obando detuvo su ofensiva y se trasladó a Caloto, pronunciando la ciudad de Santander de Quilichao a su favor, la que se convirtió en su base de operaciones. Poco después, el 12 de marzo atacaba al recién llegado Borrero en la hacienda Llano de García, tomándolo prisionero hasta el fin del conflicto. Al día siguiente se acercó a Cali, cuya guarnición de 300 soldados gubernamentales se disolvió sin luchar. El día 27 Sarria ocupaba Popayán (sus soldados quemaron la biblioteca, archivos y laboratorios científicos de la urbe). Obando era dueño del Cauca y era proclamado «director supremo civil y militar de las provincias del sur», solicitando a Venezuela ayuda para expulsar a los ecuatorianos y creando un gobierno propio, llegando a nombrar ministros de Interior y Relaciones Exteriores, Guerra y Marina y Hacienda Pública, organizar un consejo con dos representantes por cada provincia bajo su control y administrar justicia, las rentas del tabaco y una tesorería.
Entre tanto, tanto Córdova como Vezga fueron proclamados como generales por sus soldados el 3 de febrero. Córdova quiso conquistar la costa atlántica y establecer contacto con Obando, por entonces dueño de Cauca, así que nombró a Vezga jefe militar de Antioquía y marchó a Cartago a reunirse con el general rebelde. Entró en la ciudad el 3 de abril, pasando semanas dedicado a la cacería sin preocuparse de su posible aliado, quien desde el 16 de marzo le pedía ayuda en pertrechos y soldados. La unión de ambas fuerzas en el interior neogranadino permitió ofensivas hacia la costa pacífica, haciéndose con Iscuande y Micay y logrando que Buga se proclamara a su favor, aunque fracasando en tomar Raposo y hacerse con la goleta Tenquemada (anclada en Buenaventura y que les hubiera permitido contactar con Panamá y la costa atlántica). El último éxito rebelde se dio el 23 de abril, cuando el coronel Pedro Antonio Sánchez avanzó con 600 soldados por Guanacas hacia La Plata y Garzón, venciendo a 500 gubernamentales de los tenientes coroneles Navas y Caicedo.
Finalmente, a fines de abril Córdova le envió la mayor parte de su ejército en ayuda, permitiendo una ofensiva gubernamental varias veces anunciada. Una partida de la Guardia Nacional lo capturó el 22 de mayo cerca de Cartago, en el camino que llevaba a Cali (quería unirse a Obando), con todos sus oficiales, fue enviado a Ibagué pero al llegar a Quindío el general Tomás Cipriano de Mosquera lo hizo regresar a Cartago y en el Escaño de la Plaza de Armas le fusiló sin juicio junto a su cuñado y siete oficiales.
Hubo revueltas contra Vezga en Envigado, Pácora y Marinilla. El 16 de abril, en Abejorral, se levantaron en armas por el gobierno los capitanes Braulio Henao Duque, Clemente Jaramillo y Elías González. Vezga salió a reprimirlos con más de 400 soldados y estos se retiraron a Salamina con 500 efectivos, preparando sus defensas por dos días en la loma de La Frisolera, a pesar de las fuertes lluvias. Vezga los atacó el 5 de mayo, acabando vencido y capturado con todos sus oficiales. Sería fusilado el 9 de agosto en Medellín en compañía de los comandantes Tadeo Galindo y Juan Antonio Gutiérrez, el teniente Pablo Vegal y el doctor Atanasio Méndez. En la ciudad el general Juan María Gómez organizó una columna que siguió hacia el norte a someter la costa atlántica. El liberalismo, con la mayoría de sus líderes fusilados (Obregón logra huir al exilio), desaparece durante años de la política antioqueña.
El «Estado de las "Provincias Federadas del Cauca"» empezó a decaer con la rebelión del coronel Manuel Ibáñez en Jamundí, haciéndose con el apoyo de los pueblos de Yotoco, Vijes y Yumbo. El 23 de mayo se unió a Francisco Luque, quien se rebeló en Palmira contra los empréstitos forzosos de Obando, y juntos marcharon a Cali, que cayó día siguiente. A la vez, el coronel Sánchez fue vencido en Ríofrío por el general e historiador Joaquín Posada Gutiérrez, quién había salido de Bogotá con 2.000 soldados, llegó a Cartago a finales de marzo y tomó dirección a Neiva antes de darse el combate; los gubernamentales avanzaron hasta Inzá, aunque fueron detenidos momentáneamente por la guerrilla del indio Lorenzo Ibito. Obando puso fin a todas sus ofensivas, lo que permitió la llegada de un batallón del gobierno al mando del general Joaquín Barriga. Este último fingió haber desguarnecido Cali, lo que llevó a Obando a intentar recuperar la ciudad pero el 11 de julio, cuando la vanguardia rebelde entró en la quebrada de La Chanca, los gubernamentales abrieron fuego sorpresivamente y la hicieron huir en pánico, arrollando a sus compañeros que venían más atrás. Los sobrevivientes se dispersaron en una decena de guerrillas entre el río Palo y el valle de Patía para defender la retirada de Obando a Pasto, pero fueron vencidos y éste debió huir por el Putumayo a exiliarse en Perú. Vivirá en ese país y después en Chile hasta su indulto y retorno en 1849.